# Tragia tristis
Tragia tristis är en törelväxtart som beskrevs av Johannes Müller Argoviensis. Tragia tristis ingår i släktet Tragia och familjen törelväxter. Inga underarter finns listade i Catalogue of Life.